# メンフィス (軽巡洋艦)
メンフィス (USS Memphis, CL-13) は、アメリカ海軍の軽巡洋艦。オマハ級軽巡洋艦の1隻。艦名はテネシー州の都市メンフィスに因む。その名を持つ艦としては4隻目。

## 艦歴

### 建造 - 戦間期
「メンフィス」は1920年10月14日にペンシルベニア州フィラデルフィアのウィリアム・クランプ・アンド・サンズ社で起工した。1924年4月17日にエリザベス・R・ペイン（メンフィス市長ロウレット・ペインの娘）によって命名・進水し、1925年2月4日にフィラデルフィア海軍工廠で艦長ヘンリー・E・ラッキー大佐の指揮下で就役した。
2月後半に「メンフィス」はカリブ海での整調巡航に出航する。4月13日、トリニダード島のポートオブスペインでオリバー・ハザード・ペリー代将を追悼する記念碑の奉納式に参加した。6月にハワイ・ホノルル沖で偵察艦隊と合流し、9月まで南太平洋を巡航、オーストラリアやニュージーランドを訪問した。1925年10月から1926年4月まで西インド諸島で活動し、その後母港のニューヨークに帰還した。
「メンフィス」はヨーロッパに向けて出航し、6月26日にフランスのサン＝ナゼールに到着した。7月4日にアメリカ海軍ヨーロッパ派遣軍司令官旗艦の任務を装甲巡洋艦「ピッツバーグ」 (USS Pittsburgh, CA-4) と交代し、1927年までヨーロッパ水域で活動した。1926年7月31日から8月31日までスペインのサンタンデールに停泊する間に、「メンフィス」は国王アルフォンソ13世の訪問を受けた。
1927年6月3日、「メンフィス」はニューヨーク＝パリ間の無着陸飛行を行ったチャールズ・リンドバーグとその乗機をイギリスのサウサンプトンで乗艦させた。翌日フランスのシェルブールを出航し、6月11日にワシントンD.C.に到着、ワシントン海軍工廠でリンドバーグを降ろした。同年の残りは大西洋岸で偵察任務に従事した。
1928年1月から、「メンフィス」は西インド諸島を訪問する大統領カルビン・クーリッジの護衛艦隊の一員として行動した。4か月間のカリブ海での演習が終了すると、姉妹艦の「ミルウォーキー」(USS Milwaukee, CL-5)「トレントン」(USS Trenton, CL-11) とともにアジア艦隊の軽巡洋艦戦隊の一員として西太平洋で活動した。
1928年6月5日、「メンフィス」はパナマのバルボアに到着し、1933年5月まで同地を拠点に中米沖での作戦に従事した。1932年、ニカラグア大統領フアン・バウティスタ・サカサの就任式の際にはコリントで治安維持活動に従事した。その後の5年間はアメリカ西海岸と西インド諸島での哨戒活動を交互に行った。
1938年1月のオーストラリアへの親善航海の後、「メンフィス」は4月1日にホノルルへ到着し、翌年7月12日にサンフランシスコ沖で開催された観艦式に参加するまで再びアジア艦隊での任務に従事した。1939年8月にはアラスカへ移動し、1941年初頭まで同地で活動した。

### 第二次世界大戦
アメリカの第二次世界大戦への参戦が近づくと、「メンフィス」はアメリカ東海岸へと移動した。1941年4月24日にニューポート海軍基地を出港し、トリニダード島 - ブラジルのサン・ロケ岬- カーボベルデを結んだ三角海域の中立パトロールに参加し、5月10日にレシフェに寄港した。その後も戦争中の大半を南大西洋で過ごした。1942年3月にはアメリカからアフリカに向かう飛行機の中継地として空港を建設するためにアセンション島に向かう陸軍第38工兵普通科連隊の乗った陸軍輸送船2隻を護衛した。同年5月にはマルティニークのフォール＝ド＝フランスの港口付近を哨戒した。
1943年1月14日から同24日に行われたカサブランカ会談の間、「メンフィス」はガンビアのバサースト沖に停泊し、フランクリン・ルーズベルトの大統領旗を掲揚した。2月から9月にかけて、再びブラジルのバイーアとレシフェの沖を中心にドイツの封鎖突破船に対する哨戒任務に就いた。
1944年1月、ウルグアイ大統領フアン・ホセ・デ・アメサーガおよびブラジル大統領ジェトゥリオ・ドルネレス・ヴァルガスは「メンフィス」を訪問した。両国は「大西洋の海峡」の封鎖に対して有効的な援助を与え続けた。翌年、「メンフィス」はヨーロッパへ出航し、1945年1月16日にイタリアのナポリに到着した。27日にヨーロッパ方面軍司令官ハロルド・スターク提督の旗艦となり、メンフィスは2月に開催されるヤルタ会談に先立って行われる連合軍司令官の会議のためマルタ島のバレッタへ向かった。1月末までにメンフィスは2名の重要人物、アーネスト・J・キング元帥およびジョージ・C・マーシャル元帥を乗艦させた。
2月18日、メンフィスはルーズベルト大統領が最後の連合軍首脳会談から帰国する前にアルジェに到着した。続く8か月間、メンフィスは有名なリーダーを受け入れ続けた。メンフィスは8月15日にフランス南部のサンラファエルとサントロペで連合軍上陸の最初の記念式典に、10月27日にはイタリアのナポリで海軍記念日の式典に参加した。その後11月後半にタンジールを出航しペンシルベニア州フィラデルフィアに向かい、同地で1945年12月17日に退役した。メンフィスは1946年1月8日除籍され、12月18日にペンシルベニア州ベスレヘムのパタプスコ・スクラップ社に売却、1947年1月10日に廃棄のため引き渡された。